# Юзефін (гміна Галінув)
Юзефін (пол. Józefin) — село в Польщі, у гміні Галінув Мінського повіту Мазовецького воєводства.
Населення — 759 осіб (2011).
У 1975-1998 роках село належало до Варшавського воєводства.

## Демографія
Демографічна структура станом на 31 березня 2011 року:
|          | Загалом | Допрацездатний вік | Працездатний вік | Постпрацездатний вік |
| -------- | ------- | ------------------ | ---------------- | -------------------- |
| Чоловіки | 379     | 109                | 251              | 19                   |
| Жінки    | 380     | 93                 | 238              | 49                   |
| Разом    | 759     | 202                | 489              | 68                   |